# Роберто Бароніо
Роберто Бароніо (італ. Roberto Baronio; нар. 11 грудня 1977, Манербіо, Італія) — італійський футболіст, що грав на позиції півзахисника. По завершенні ігрової кар'єри — тренер. З 2017 року входить до тренерського штабу клубу «Брешія». Виступав, зокрема, за клуб «Лаціо», а також національну збірну Італії.
Триразовий володар Суперкубка Італії з футболу. Володар Кубка Кубків УЄФА.

## Клубна кар'єра
Вихованець юнацької команди клубк «Брешія».
У дорослому футболі дебютував 1994 року виступами за команду клубу «Брешія», в якій провів два сезони, взявши участь у 33 матчах чемпіонату.
1996 року приєднався до римського «Лаціо». Протягом 2007—2009 років на орендних умовах виступав за клуби: «Віченца», «Реджина», «Фіорентина», «Перуджа», «К'єво» та «Удінезе».
Протягом сезонів, у яких Бароніо виступав за «Лаціо», йому вдалось здобути титул володаря Суперкубка Італії з футболу, також ставав володарем Кубка Кубків УЄФА.
Завершив професійну ігрову кар'єру у клубі «Атлетіко» (Рим), за команду якого виступав протягом 2010—2011 років.

## Виступи за збірні
1995 року дебютував у складі юнацької збірної Італії, взяв участь у 14 іграх на юнацькому рівні, відзначившись 2 забитими голами.
Протягом 1995—1997 років залучався до складу молодіжної збірної Італії. На молодіжному рівні зіграв у 31 офіційному матчі, забив 6 голів.
2005 року дебютував в офіційних матчах у складі національної збірної Італії. Протягом кар'єри у національній команді, яка тривала один рік, провів у формі головної команди країни один матч.

## Кар'єра тренера
Розпочав тренерську кар'єру невдовзі по завершенні кар'єри гравця, 2012 року як тренер молодіжної команди клубу «Футбольклуб», де пропрацював з 2012 по 2015 рік.
В подальшому очолював збірні Італія (U-18) та Італія (U-19), а також входив до тренерського збірної Італії (U-19).
З 2017 року входить до тренерського штабу клубу «Брешія».

## Статистика виступів

### Статистика клубних виступів
| Сезон              | Команда            | Чемпіонат          | Чемпіонат | Чемпіонат | Національний кубок | Національний кубок | Національний кубок | Континентальні кубки | Континентальні кубки | Континентальні кубки | Інші змагання | Інші змагання | Інші змагання | Усього | Усього |
| Сезон              | Команда            | Ліга               | Ігор      | Голів     | Ліга               | Ігор               | Голів              | Ліга                 | Ігор                 | Голів                | Ліга          | Ігор          | Голів         | Ігор   | Голів  |
| ------------------ | ------------------ | ------------------ | --------- | --------- | ------------------ | ------------------ | ------------------ | -------------------- | -------------------- | -------------------- | ------------- | ------------- | ------------- | ------ | ------ |
| 1994–95            | «Брешія»           | A                  | 5         | 0         | КІ                 | 0                  | 0                  | -                    | -                    | -                    | -             | -             | -             | 5      | 0      |
| 1995–96            | «Брешія»           | B                  | 28        | 1         | КІ                 | 0                  | 0                  | -                    | -                    | -                    | -             | -             | -             | 28     | 1      |
| 1996–97            | «Лаціо»            | A                  | 15        | 0         | КІ                 | 0                  | 0                  | КУЄФА                | 1                    | 0                    | -             | -             | -             | 16     | 0      |
| 1997–98            | «Віченца»          | A                  | 13        | 0         | КІ                 | 0                  | 0                  | КВК                  | 2                    | 0                    | СІ            | 1             | 0             | 16     | 0      |
| 1998–99            | «Лаціо»            | A                  | 7         | 1         | КІ                 | 0                  | 0                  | КВК                  | 4                    | 0                    | СІ            | 0             | 0             | 11     | 1      |
| 1999–00            | «Реджина»          | A                  | 31        | 3         | КІ                 | 0                  | 0                  | -                    | -                    | -                    | -             | -             | -             | 31     | 3      |
| 2000–01            | «Лаціо»            | A                  | 12        | 0         | КІ                 | 1                  | 0                  | ЛЧ                   | 7                    | 1                    | СІ            | 0             | 0             | 20     | 1      |
| 2001–02            | «Фірентіна»        | A                  | 21        | 1         | КІ                 | 0                  | 0                  | КУЄФА                | 5                    | 0                    | СІ            | 1             | 0             | 27     | 1      |
| 2002–03            | «Перуджа»          | A                  | 11        | 0         | КІ                 | 2                  | 0                  | Інт                  | 0                    | 0                    | -             | -             | -             | 14     | 0      |
| 2003–04            | «К'єво»            | A                  | 21        | 0         | КІ                 | 1                  | 0                  | -                    | -                    | -                    | -             | -             | -             | 22     | 0      |
| 2004–05            | «К'єво»            | A                  | 29        | 1         | КІ                 | 0                  | 0                  | -                    | -                    | -                    | -             | -             | -             | 29     | 1      |
| Усього за «К'єво»  | Усього за «К'єво»  | Усього за «К'єво»  | 50        | 1         |                    | 1                  | 0                  |                      | -                    | -                    |               | -             | -             | 51     | 1      |
| 2005-січ. 2006     | «Лаціо»            | A                  | 7         | 0         | КІ                 | 2                  | 0                  | Інт                  | 0                    | 0                    | -             | -             | -             | 9      | 0      |
| січ.-лип. 2006     | «Удінезе»          | A                  | 10        | 0         | КІ                 | 4                  | 0                  | КУЄФА                | 4                    | 0                    | -             | -             | -             | 18     | 0      |
| 2006–07            | «Лаціо»            | A                  | 11        | 0         | КІ                 | 0                  | 0                  | -                    | -                    | -                    | -             | -             | -             | 11     | 0      |
| 2007–08            | «Лаціо»            | A                  | 8         | 0         | КІ                 | 1                  | 1                  | ЛЧ                   | 1                    | 0                    | -             | -             | -             | 10     | 1      |
| 2008–09            | «Брешія»           | B                  | 29+2      | 2+1       | КІ                 | 0                  | 0                  | -                    | -                    | -                    | -             | -             | -             | 31     | 3      |
| Усього за «Брешію» | Усього за «Брешію» | Усього за «Брешію» | 62+2      | 3+1       |                    | 0                  | 0                  |                      | -                    | -                    |               | -             | -             | 64     | 4      |
| 2009–10            | «Лаціо»            | A                  | 24        | 0         | КІ                 | 1                  | 0                  | ЛЄ                   | 7                    | 0                    | СІ            | 1             | 0             | 33     | 0      |
| Усього за «Лаціо»  | Усього за «Лаціо»  | Усього за «Лаціо»  | 84        | 1         |                    | 5                  | 1                  |                      | 8                    | 1                    |               | 1             | 0             | 98     | 3      |
| 2010–11            | «Атлетіко Рома»    | 1Д                 | 17+4      | 1+0       | КІ+CI-LP           | 0                  | 0                  | -                    | -                    | -                    | -             | -             | -             | 21     | 1      |
| Усього за кар'єру  | Усього за кар'єру  | Усього за кар'єру  | 299+6     | 10+5      |                    | 12                 | 1                  |                      | 19                   | 1                    |               | 3             | 0             | 340    | 13     |

### Статистика виступів за збірну
| Дата      | Місто         | Господарі | Результат | Гості   | Турнір           | Голи | Примітки |
| --------- | ------------- | --------- | --------- | ------- | ---------------- | ---- | -------- |
| 11-6-2005 | Іст-Ратерфорд | Італія    | 1 – 0     | Еквадор | товариський матч | -    | 46'      |
| Усього    |               | Матчів    | 1         |         | Голів            | 0    |          |

## Досягнення

### Командні
- Переможець Середземноморських ігор: 1997
- Володар Суперкубка Італії з футболу:

«Лаціо»: 1998, 2000, 2009
- Кубка Кубків УЄФА:

«Лаціо»: 1998–1999
- Чемпіон Європи (U-21): 2000

### Особисті
Молодий гравець року: 2000